# Cabixi
Cabixi là một đô thị thuộc bang Rondônia, Brasil. Đô thị này có diện tích 1314 km², dân số năm 2007 là 7421 người, mật độ 5,64 người/km².